# Neoechinorhynchus manasbalensis
Neoechinorhynchus manasbalensis är en hakmaskart som beskrevs av Kaw 1951. Neoechinorhynchus manasbalensis ingår i släktet Neoechinorhynchus och familjen Neoechinorhynchidae. Inga underarter finns listade i Catalogue of Life.